# Colégio Marconi
Colégio Marconi é um colégio fundado em 1937, na cidade de Belo Horizonte, Minas Gerais, por imigrantes italianos ligados ao movimento integralista. O edifício é, hoje, um bem tombado em nível municipal. O nome Marconi é uma óbvia homenagem ao inventor do rádio. O prédio visto por cima tem o formato de um  M  que tanto pode ser Marconi ou Mussolini

## Características
Localizado no número 8.476 da Avenida do Contorno, ocupa toda uma quadra do elegante bairro Santo Agostinho, região centro-sul da capital mineira. O prédio principal apresenta elementos arquitetônicos do estilo art déco, típicos para a época da construção. Nele foram empregados materiais nobres, como mármores e metais de alta qualidade. Hoje o edifício se encontra fortemente descaracterizado.
Entre os arquitetos e engenheiros italianos mais atuantes nos primórdios de Belo Horizonte (1920-
1940) e responsáveis pela introdução do estilo art déco na cidade estão Raffaello Berti associado a Luiz Signorelli, este responsável por importantes empreitadas como os prédios da Prefeitura Municipal, do Minas Tênis Clube, dos Hospitais Santa Casa de Misericórdia e Odilon Behrens.
Antes da 2ª guerra era um colégio que oferecia o melhor aos alunos, desde um excelente refeitório, ônibus próprio, um das melhores piscinas de BH, além de um ensino diferenciado com cursos clássicos com línguas estrangeiras como o italiano, o francês e o inglês além do português e literatura. Durante a 2ª guerra como o colégio era de orientação mussolinista, a diretoria foi perseguida e a escola quase foi destruída sendo acolhida por descendentes italianos e grupo de professores que tentaram por anos manter o colégio que,  entrou no final dos anos 50, 60 em decadência quase total, sendo reerguido com sua municipalização em 1972 mantendo um nível alto durante uns 20 anos quando de novo, com diretrizes obsoletas e desqualificadoras do ensino público, é hoje uma "escola pública" com todos as dificuldades que isso acarreta.
. Nos primeiros anos, de 1972 até meados dos anos 1990 como Colégio Municipal Marconi, era de um nível de excelência alto. Depois decaiu muito com essas novas diretrizes de ensino. 

## Ascensão
* O Colégio Marconi funcionou como escola particular dirigida por um grupo de professores até dezembro de 1971, quando formou sua última turma do científico (manhã) e sua última turma do ginásio (à tarde). Os alunos do colégio Marconi tiveram direito de continuar no Municipal Marconi, tendo que adaptar aos novos e rigorosos métodos pedagógicos, posto que o Colégio Marconi era liberal ao extremo. Os alunos entravam e saíam em sala quando queriam, não havia uniforme, o ensino não era rigoroso e a média ´para aprovação era 4 e no Municipal Marconi essa média era 6...Em 1972, depois de uma reforma, pois o colégio estava muito destruído, todos os vidros quebrados ( muitas salas inativas), inclusive a famosa piscina fechada e vazia; e já municipalizado tornou-se o Colégio Municipal Marconi. Funcionando em 3 turnos com turmas do científico de manhã e à noite com professores oriundos dos colégios municipais e até professores universitários. O ensino era rigoroso, o aluno que reprovasse por mais de um ano não poderia continuar no colégio (além da média mínima  6  para aprovação) e seus alunos do 3º científico eram conhecidos por passarem no vestibular sem cursinho, pois o ensino do colégio contemplava o programa do vestibular de forma muito competente. Era muito difícil conseguir uma vaga ´para estudar no Colégio Municipal Marconi, existia uma espécie de "vestibular" com muitos candidatos por vaga. Essa situação perdurou até meados dos anos 1990  onde mudanças rebaixaram o nível de ensino, da disciplina comportamental e o que era rigoroso, referencial se perdeu.

## Decadência
Em 2008 a escola não figurava nem mesmo no ranking das 50 melhores escolas de Belo Horizonte.

Em 15 de abril de 2008 houve uma audiência pública realizada pela Comissão de Educação, Ciência, Tecnologia, Cultura, Desporto, Lazer e Turismo, com a perspectiva da implantação do Centro Federal de Educação Tecnológica de Minas Gerais (CEFET) também no Colégio Municipal Marconi. Tal ideia surgiu a partir da divulgação do Plano de Desenvolvimento da Educação do Ministério da Educação (MEC). Entre acalorados pronunciamentos, aplausos e vaias, estudantes, professores e lideranças estudantis expressaram, durante Audiência Pública realizada no dia 15 de março de 2008, seu repúdio e temor pelo fim da escola que encontrava-se com 35 salas ociosas.